# Sentiero (scout)
Il Sentiero è il percorso formativo del movimento Scout.

## Il Sentiero negli Scout d'Europa

### Obiettivi educativi
Il  Sentiero Scout è lo strumento concreto mediante il quale lo scoutismo propone un cammino di progressione personale ai ragazzi in età esploratore. La proposta si articola in una serie di tappe (ammissione, promessa, seconda classe, prima classe ed esploratore scelto) ed in un sistema di specifiche prove per il raggiungimento di ogni singola tappa. Le prove sono raccolte in aree tematiche coerenti individuate da un colore. Il  Sentiero è compendiato in un carnet che viene consegnato ad ogni singolo ragazzo. Tramite l'articolazione tappa-prove, il Sentiero indica con chiarezza al singolo ragazzo il livello tecnico da raggiungere e i valori da vivere conformemente al grado di progressione raggiunto.
Il sentiero verde equivale a vita all'aria aperta
Il sentiero verde è servizio
Il bianco è vita cristiana
Il blu è conoscenza europea
Il sentiero giallo, in termini scout, è detto cultura moderna

### Prove oggettive
Nel cammino di formazione personale, la definizione di un sistema di prove oggettivo risponde all'esigenza di concretezza dei ragazzi in età Esploratore: essi hanno, particolarmente in questa fascia d'età, bisogno di obiettivi chiari cui tendere. La personalizzazione del Sentiero non è tanto nella definizione delle prove quanto nelle modalità con le quali queste vengono proposte: le prove vanno infatti inserite nel contesto della attività. In questo è fondamentale il ruolo del Capo reparto che, conoscendo a fondo il singolo Esploratore, saprà individuare il modo migliore per accompagnarlo alla conquista delle tappe, ovvero il modo migliore per far acquisire al ragazzo le competenze e le responsabilità necessarie al superamento delle prove. A partire dalla Seconda Classe, il Sentiero si allarga al percorso delle Specialità. Data la molteplicità di proposte che caratterizza tale percorso, esso consente di adeguare alle caratteristiche della singola persona il cammino di progressione proposto.

### Superamento delle prove
Il superamento delle prove avviene nelle normali attività (riunioni, uscite e campi) attraverso la proposta di attività tecniche, di giochi e di avventure all'aria aperta nelle quali le prove vengono armonicamente inserite. Il meccanismo con cui avviene l'apprendimento necessario al superamento delle prove è quello del trapasso nozioni inserito nella normale vita di squadriglia. Il Consiglio di Squadriglia affida infatti ogni novizio ad un Esploratore che abbia già pronunciato la Promessa, questi ad uno scout di Seconda Classe, a sua volta affidato ad uno scout di Prima Classe. L'anello iniziale della catena del trapasso nozioni è garantito dall'Alta Squadriglia che si misura su un livello tecnico di Prima Classe e dove il Capo Riparto mette a servizio dei ragazzi il proprio bagaglio di conoscenze e competenze.
Da ultimo anche l'attestazione del superamento delle prove è inserita nella normalità della vita di squadriglia e del trapasso delle nozioni. Il superamento della prova è attestato dall'apposizione di una firma accanto alla prova stessa da parte di chi si è assunto la responsabilità del trapasso nozioni.

### Le tappe della progressione
Ogni tappa è stata concepita in ragione di un insieme di caratteristiche della personalità del ragazzo tipiche di una determinata età.

#### Ammissione
Fin dal momento dell'ingresso nel Reparto, il novizio si prepara per pronunciare la sua Promessa. Il novizio che non sia stato Lupetto, prima di pronunciare la sua Promessa, dopo uno o due mesi di vita nella Squadriglia, avendo partecipato con assiduità alle attività del Reparto e avendo dimostrato impegno nelle piccole responsabilità che la vita in Squadriglia comporta, sarà ammesso dalla Corte d'Onore a far parte ufficialmente del Reparto e potrà indossare l'uniforme scout completa e con il fazzolettone. L'Ammissione assolve al compito di dare a ragazzi e famiglie, che entrano per la prima volta in contatto con l'Associazione, la possibilità di conoscerla prima di decidere di aderirvi. Per questo i Capi avranno un colloquio con i genitori dei novizi, circa i fini dell'Associazione, i mezzi impiegati, il reciproco rispetto e collaborazione, gli impegni che vengono assunti.

#### Promessa
La Promessa Scout viene di norma pronunciata dopo 3-6 mesi di permanenza in Riparto. Tale periodo non va ridotto, per consentire che allo slancio iniziale si accompagni il tempo per una necessaria maturazione; tale periodo non va peraltro prolungato per non complicare ciò che deve svolgersi in ordinata semplicità. I novizi che, provenendo dal Branco, hanno già vissuto l'atmosfera dello Scautismo ed alcuni suoi principi fondamentali, pronunceranno di norma la Promessa dopo 3 mesi. La cerimonia della Promessa sarà preceduta dalla Veglia d'armi, momento di preghiera e riflessione, da tenersi la sera prima della Promessa.
Il periodo di preparazione alla Promessa è importante per chiarire l'impegno di vita che il giovane sta per assumere. Il Capo cercherà l'occasione per una semplice e completa spiegazione di cosa vuol dire l'essere Scout, cercando di trasmettere l'amore per la Legge scout e il senso profondo della Promessa, che si fa Con l'aiuto di Dio e sul proprio onore.

#### Seconda classe
Dopo la Promessa, lo scout "andrà avanti verso il gradino successivo" per diventare Esploratore di Seconda Classe. Ciò avverrà di norma intorno ai 13-14 anni. La Seconda classe è da considerarsi come tappa intermedia, un passaggio verso la Prima Classe che conclude il cammino di ogni singolo Esploratore e della Guida.

#### Prima classe
L'Esploratore arriverà alla Prima classe tra i 14 e i 15 anni circa: "Un ragazzo non riceve pienamente tutti i vantaggi della formazione Scout finché non raggiunge la Prima classe".  È infatti con la Prima classe che il Sentiero dell'Esploratore si apre sulla dimensione personale del servizio. caratteristica di fondo della Prima classe è quella della responsabilità, che non è solo personale, ma anche diretta verso gli altri. Proprio perché la Prima classe segna la maturità raggiunta dall'Esploratore nel suo cammino scout, le prove che portano al suo raggiungimento si concludono con un Hike, in cui viene richiesto di mettere in pratica tutte le abilità e le competenze apprese lungo il Sentiero. L'Hike sarà proposto con una lettera di missione che oltre ad un cammino impegnativo, alla costruzione di  un rifugio per la notte ed alla cucina dei pasti prevederà un impegnativo percorso di meditazione e preghiera personale. La missione avrà inoltre uno specifico obiettivo, sia questo di servizio o di esplorazione.

#### Specialità maggiori ed Esploratore Scelto
Esploratore Scelto e Specialità Maggiori sono proposte che il Capo Riparto avrà cura di presentare ad ogni Esploratore, ma che saranno colte solo dai più motivati e capaci. Sono quindi la risposta educativa alle necessità di quei ragazzi che vogliono mettersi alla prova oltre a quanto proposto dalla Prima Classe. Con il conseguimento della Prima Classe l'Esploratore potrà, se lo desidera e se motivato dal Capo Riparto, conseguire una o più Specialità Maggiori. La Specialità Maggiore si raggiunge tramite il conseguimento di alcune specifiche Specialità (affini alla tematica della Specialità Maggiore) ed il superamento di alcune prove finali che hanno lo scopo di inquadrare meglio l'insieme delle tecniche, del significato e dei fattori che intervengono nella Specialità Maggiore.
Quando uno scout di Prima classe si distingue in maniera particolare per il suo spirito scout, per il suo stile e per la sua capacità di servizio del prossimo, può essere proposto per il riconoscimento di Esploratore Scelto. Oltre la Prima classe, egli dovrà aver conseguito:
- almeno una Specialità di Vita Cristiana;
- almeno una Specialità di Sport;
- almeno una Specialità Maggiore della serie Servizio;
- almeno un'altra Specialità Maggiore a scelta del ragazzo.

Il riconoscimento di Esploratore Scelto e le Specialità Maggiori vanno richiesti dal Capo Riparto al Commissario Nazionale Esploratori tramite l'Incaricato di Distretto Esploratori, inviando una breve e schematica relazione del lavoro svolto dal ragazzo ed elencando le tappe del Sentiero raggiunte e le Specialità conseguite.